# Kovács Krisztián (színművész, 1978)
Kovács Krisztián (1978. január 24. –) magyar színész.

## Pályafutása
1994 és 1996 között a Csabai Színistúdió, 1996–1997-ben a Békés Megyei Jókai Színház művésze volt. 1997 és 2001 között egyike volt a frissen alakult Bárka Színház első ösztöndíjas segédszínészeinek. A Színház- és Filmművészeti Egyetemen 2005-ben diplomázott, ahol Marton László osztályában tanult. Itt ismerkedett meg leendő feleségével, gyermekei anyjával. Az egyetem elvégzése után 2009-ig az Új Színház színtársulatánál játszott, majd szabadúszó lett. Játszott többek között a Stúdió K, a Karinthy, a Thália, a Kolibri, a Radnóti Színház, a Gyulai Várszínház és a tatabányai Jászai Mari Színház, illetve olyan független társulatok előadásaiban is, mint például a FÜGE vagy a MaNNa.
A gyáva című, 2010-ben bemutatott „osztályszínházi” előadás, – aminek főszereplője – eredetileg egy kábítószerfüggők naplóiból összeállított monodrámának készült Gyulay Eszter ötlete, gyűjtése alapján,  Scherer Péter rendezésében. A darab alakulása közben azonban egy komplex színházi élményt nyújtó, prevenciós és drámapedagógiai kétszereplős dráma született, melyhez Surányi Judit addiktológus-szociológus drogprevenciós beszélgetése és Végvári Viktória, a Kolibri Színház drámapedagógusa által megszerkesztett drámajáték és speciális drámafoglalkozás is hozzátartozik. Az előadás 2011-ben a VI. Gyermek- és Ifjúsági Színházi Szemle fődíját, és 2012-ben az ASSITEJ Gyermek- és Ifjúsági Színházi Biennálé legjobb ifjúsági előadásnak járó Üveghegy-díját is elnyerte.

## Filmszerepei
- Blokád (2022) - Taxis Karcsi
- Toxikoma (2021) - Zsolt
- ízig-vérig (2019) - Potter
- Alvilág (2019) - Janó
- Paraziták a Paradicsomban (2018) - Ringó
- Bogaras szülők (2018) - Péter
- Rezidens (magyar kisjátékfilm, 2018) -
- Vándorszínészek (2018) - Komáromy
- Tóth János (magyar tévéfilmsorozat 2017, epizódok: - Reklamáció , Egzisztencia) - panaszos
- Az éjszakám a nappalod (2016) - Gida a „fura társaság” egyik tagja[5]
- Mindig csak (magyar kisjátékfilm, 2016) - Ervin, fiatal pap[6]
- Melyiket kéred? (magyar kisjátékfilm, 2015)  - apa
- Az éjszakám a nappalod (színes, magyar fekete komédia, 2014) - Gida[7]
- Levél Istenhez (magyar kisjátékfilm, 2014) - Aladár[8]
- Zero (színes magyar-cseh-német játékfilm, 2014) - N
- Hacktion (magyar sorozat, 2011) – biztonsági őr
- versmob 0411 - a virrasztás (színes magyar kisjátékfilm, 2011) - Kölyök
- Jóban Rosszban (TV sorozat, 2011) - Kavics
- MAB (színes magyar thrillersorozat, 2010) – Krisz[9]
- Riport (színes magyar kisjátékfilm, 2009) - Krisztián (elítélt)[10]
- Yad Hanna - A kollektív ember (színes magyar dokumentumfilm, 2009) - narrátor
- Határvidék (fekete-fehér magyar rövidfilm, 2006)
- Mínusz (színes magyar kisjátékfilm, 2006)
- Egyetleneim (színes magyar vígjáték, 2005) - Én, a fiú[11]
- Ember a tükörben (színes magyar kísérleti film, 2004) - Krisztián[12]
- Észak - észak (színes magyar filmdráma, 1999) - bankrabló
- Kisváros (színes, magyar tévéfilmsorozat, 1998)

## Színházi szerepei
- A Danton-ügy (bemutató: 2010. január 29. Stúdió "K")
- A fiú (bemutató: Művészetek és Irodalom Háza)
- A fösvény (rendezőasszisztens, bemutató: 2002. február 1. Hevesi Sándor Színház)
- A gyáva (bemutató: 2010. december 8. Nézőművészeti Kft.)
- A játék (bemutató: 2000. október 20. Bárka Színház)
- A kozmonauta utolsó üzenete a nőnek, akit szeretett az egykori Szovjetunióban (bemutató: 2004. december 20. Millenáris)
- A kutya különös esete az éjszakában (bemutató: 2014. március 8. Centrál Színház)
- A salemi boszorkányok (rendezőasszisztens, bemutató: 2001. március 2. Hevesi Sándor Színház)
- Ablak - Zsiráf (bemutató: 2000. május 21. Bárka Színház)
- Ady / Petőfi (bemutató: 2013. január 22. Nézőművészeti Kft.)
- Ahogy tetszik (bemutató: 2011. november 25. HOPPart Társulat)
- Amalfi hercegnő (bemutató: 2000. december 22. Bárka Színház)
- Arturo Ui feltartóztatható felemelkedése (bemutató: 2004. október 1. Színház- és Filmművészeti Egyetem) (Ódry Színpad)
- Az utolsó ablakzsiráf (bemutató: 2002. április 25. Trafó)
- Az utolsó pohár (bemutató: 2014. április 17. Stúdió "K")
- Az ügynök halála (asszisztens, bemutató: 2004. szeptember 30. Thália Színház)
- Balhéatlasz (bemutató: 2013. október 26. Nézőművészeti Kft.)
- Bivaly-szuflé (bemutató: 2013. február 23. Jászai Mari Színház, Népház)
- Boldogtalanok (bemutató: Színház- és Filmművészeti Egyetem) (Ódry Színpad)
- Budaörsi Passió (bemutató: Kőhegy)
- Caligula helytartója (bemutató: 2011. július 8. Szkéné Színház)
- Csárdáskirálynő (asszisztens, bemutató: 2005. július 29. Szegedi Szabadtéri Játékok - Dóm tér)
- Cseresznyéskert (bemutató: 1999. március 16. Bárka Színház)
- Csongor és Tünde (rendezőasszisztens, bemutató: 2001. április 6. Hevesi Sándor Színház)
- Díszelőadás (bemutató: 1997. november 2. Bárka Színház)
- Don Juan (rendezőasszisztens, bemutató: 2004. február 6. Hevesi Sándor Színház)
- Ennyi (bemutató: 2011. szeptember 15. Sirály)
- És reggel ugyanúgy... (bemutató: Szkéné Színház)
- Európa (Europe) (bemutató: Merlin)
- Frankenstein (bemutató: 2015. február 13. Magyar Színház)
- Furnitur, avagy a kényelem utolsó percei (bemutató: Új Színház)
- Hamlet-illúziók (bemutató: Régi Zsinagóga - Szeged)
- Háry János (rendező munkatársa, bemutató: 2014. augusztus 1. Szegedi Szabadtéri Játékok - Dóm tér)
- Hat szerep keres egy szerzőt (bemutató: 2001. március 16. Holdvilág Kamaraszínház)
- IV. Henrik (bemutató: 2012. február 29. Csiky Gergely Színház)
- Jeremiás avagy az Isten hidege (bemutató: Cella Septichora Látogatóközpont)
- Józanok csendje (bemutató: 2010. november 26. Stúdió "K")
- Jövedelmező állás (bemutató: 2013. február 5. TÁP Színház)
- Júliusi éjszaka (bemutató: 2008. október 4. Új Színház)
- Kaméliás (bemutató: 2010. március 26. Thália Színház)
- Kék, kék, kék (bemutató: 2001. szeptember 7. Bárka Színház)
- Keleti Pu. (2008 - 2009) (bemutató: 2008. március 1. Új Színház)
- Két nő - Áriaest azonos szélességi körön (rendező, bemutató: Bakelit)
- Kincsem (asszisztens, bemutató: 2014. április 5. Thália Színház)
- Kisded játékok (bemutató: 2009. szeptember 2. Orlai Produkciós Iroda)
- Lila akác (rendezőasszisztens, bemutató: 2006. január 14. Pesti Színház)
- Lila ákác (bemutató: 1998. december 1. Bárka Színház)
- Marat/Sade (bemutató: 2006. december 16. Új Színház)
- Még egyszer hátulról (Noises Off) (2004 - 2009) (bemutató: 2004. március 21. Új Színház)
- Mihail Afanaszjevics Bulgakov: Képmutatók cselszövése (bemutató: 2012. szeptember 14. FÜGE Produkció)
- Nick Carter (rendező, színész, bemutató: 2011. május 15. Fogasház)
- Oidipusz gyermekei (bemutató: 2009. október 18. Radnóti Miklós Színház)
- Philoktétész (bemutató: 2007. szeptember 14. Stúdió "K")
- Plasztilin (színész, rendezőasszisztens, bemutató: 2005. május 26. Színház- és Filmművészeti Egyetem) (Ódry Színpad)
- Psyché (bemutató: 2009. július 15. Gyulai Várszínház)
- Rómeó és Júlia (bemutató: 2006. május 20. Új Színház)
- Shakespeare királynője (rendezőasszisztens, bemutató: 2001. október 5. Hevesi Sándor Színház)
- Stuart Mária (asszisztens, bemutató: 2005. október 8. Pesti Színház)
- Szonya (bemutató: 2008. december 3. Új Színház)
- Tartuffe (rendező munkatársa, bemutató: 2006. október 2. Nemzeti Színház)
- Tisztújítás (A Local Election) (2007 - 2009) (bemutató: 2007. november 9. Új Színház)
- Titanic vízirevü (bemutató: 1998. április 17. Bárka Színház)
- Tótferi (bemutató: 2000. március 19. Bárka Színház)
- Tudós nők (bemutató: 2009. október 2. Karinthy Színház)
- Turandot (bemutató: 2005. november 5. Új Színház)
- Újvilág passió (bemutató: 2012. szeptember 21. Kecskeméti Katona József Színház)
- Üvegcipő (rendezőasszisztens, bemutató: Hevesi Sándor Színház)
- Vadorzók (bemutató: 2006. március 27. Új Színház)
- Valaki kopog (bemutató: 2003. december 18. Színház- és Filmművészeti Egyetem) (Ódry Színpad)
- Van Gogh szerelme (bemutató: 2008. március 8. Jászai Mari Színház, Népház)
- Vándoristenek (bemutató: Fogasház)
- Versekkel kártyázó szép hölgyek (bemutató: 2000. február 25. Bárka Színház)
- Veszedelmes viszonyok (bemutató: 2007. április 27. Új Színház)
- Virrasztás (bemutató: 2005. február 18. Színház- és Filmművészeti Egyetem) (Ódry Színpad)
- Vőlegény (bemutató: 2005. március 5. Új Színház)
- W.S. Othello (bemutató: 2014. október 25. Stúdió "K")
- Don Quijote (bemutató 2015. április 29. Szkéné Színház)
- A halottember (bemutató: 2016. október 20. Szkéné Színház)
- EztRád (bemutató 2016. március 17. Szkéné Színház)
- Kutyaharapás (bemutató 2016. szeptember 10. Szkéné Színház)
- MagyarIQm (bemutató: 2017 TÁP Színház)
- Leonce és Léna (bemutató: 2017. december 9. Szkéné Színház)
- A piszkosak (bemutató: 2018. március 2. Nézőművészeti Kft. és Karinthy Színház)
- Je suis Amphitryon (bemutató: 2018. április 24. Trafó)
- A lány, aki hozott lélekből dolgozott (bemutató: 2018. szeptember 12., Szkéné Színház)

## Díjai, elismerései
- A Centrál Színház közönségdíjasa (Botos Évával, 2014)[13]